# Rattenartiger Zwerghamster
Der Rattenartige Zwerghamster (Tscherskia triton) ist eine Nagetierart aus der Unterfamilie der Hamster (Cricetinae).

## Merkmale
Diese Hamsterart ist eine der größten der als „Zwerghamster“ bezeichneten Hamsterarten. Er erreicht eine Kopfrumpflänge von 12 bis 16 Zentimetern, wozu noch 7 bis 10 Zentimeter Schwanz kommen. Sein Fell ist an der Oberseite grau gefärbt und an der Unterseite weißgrau. Am Rücken kann ein dunkler Aalstrich vorhanden sein, die Füße und die Backen sind weiß. Er ähnelt in seinem Äußeren den Grauen Zwerghamstern, wird aber deutlich größer und hat einen robusteren Schädel.

## Verbreitung und Lebensweise
Diese Hamsterart ist in Ostasien beheimatet; ihr Verbreitungsgebiet umfasst Nordostchina (die Mandschurei), Korea und die Ussuri-Region im äußersten Südosten Russlands. Ihr Lebensraum sind trockene, offene Regionen.
Über die Lebensweise ist wenig bekannt. Diese Tiere legen senkrechte Schächte an, die zu Vorratslagern führen, in denen sie große Mengen an Körnern einlagern können. Diese Lager können bis zu 35 Liter fassen und werden manchmal von den Bauern der Region für den Eigenbedarf ausgegraben. Die Art soll sehr aggressiv sein und auch andere Kleinnager angreifen und verzehren.

## Systematik
Der Rattenartige Zwerghamster wurde 1899 durch den britischen Zoologen William Edward de Winton unter der Bezeichnung Cricetus triton erstmals wissenschaftlich beschrieben. Die Gattung Tscherskia wurde 1914 durch den russischen Zoologen Sergej Ivanowitsch Ognew eingeführt. Ob es sich bei Tscherskia um eine monotypische Art handelt oder ob es zwei oder drei Arten gibt ist umstritten. Chinesische Wissenschaftler unterscheiden Tscherskia ningshaanensis aus dem Qin-Ling-Gebirgszug von T. triton, und Kryštufek und Shenbrot, sowie die American Society of Mammalogists sehen Tscherskia collina, im Handbook of the Mammals of the World eine Unterart von T. triton, als eine eigenständige Art an.